# Henry Le Chatelier
Henry Louis Le Chatelier, född 8 oktober 1850 i Paris, död 17 september 1936 i Miribel-les-Échelles, var en fransk ingenjör, kemist och metallurg. Han var son till Louis Le Chatelier.

## Biografi
Le Chatelier studerade vid École polytechnique i Paris 1869–1871 och vid École des mines 1871–1874. Han tog 1874 anställning vid Corps des mines, en fransk statlig gruvingenjörskår i vilken han avancerade till chefsingenjör. 1877 utnämndes han till professor i allmän kemi vid École des mines och bytte denna lärostol 1887 mot professuren i oorganisk kemisk teknologi. Dessutom var han 1898–1907 professor i oorganisk kemi vid Collège de France och förestod från 1907 en professur i samma ämne vid Sorbonne. Han var även generalinspektör för det franska gruvväsendet, blev 1907 ledamot av Franska vetenskapsakademien efter nobelpristagaren Henri Moissan samt invaldes samma år som utländsk ledamot av svenska Vetenskapsakademien. Han tilldelades Davymedaljen 1916.
Le Chateliers vetenskapliga och tekniska arbeten omfattar ett stort antal ämnesområden. Bland hans arbeten kan nämnas undersökningar över hydrauliskt murbruk och cement, konstruktionen av en mycket använd termoelektrisk pyrometer, studier över kemisk jämvikt och dissociation, över gasblandningars explosionsförhållanden och gruvgas, över eldfasta material, över legeringar samt deras konstitution och egenskaper; särskilt järnets metallurgi blev föremål för hans forskning, bland annat över ståls härdning, och han var en av föregångsmännen inom metallografiska undersökningsmetoder. Han uppsatte och utgav den betydande metallurgiska tidskriften "Revue de métallurgie".